# Bardonić
Bardhaniq en albanais et Bardonić en serbe latin (en serbe cyrillique : Бардонић) est une localité du Kosovo située dans la commune/municipalité de Gjakovë/Đakovica, district de Gjakovë/Đakovica (Kosovo) ou de Pejë/Peć (Serbie). Selon le recensement kosovar de 2011, elle compte 498 habitants.

## Histoire
Le village abrite une église catholique qui remonte au Moyen Âge ; elle est proposée pour une inscription sur la liste des monuments culturels du Kosovo.

## Démographie

### Évolution historique de la population dans la localité
| 1948 | 1953 | 1961 | 1971 | 1981 | 1991 | 2011 |
| ---- | ---- | ---- | ---- | ---- | ---- | ---- |
| 311  | 319  | 348  | 429  | 463  | 535  | 498  |

|  |

### Répartition de la population par nationalités (2011)
En 2011, les Albanais représentaient 98,59 % de la population.